# Judy Niemack
Judy Niemack (Pasadena, California, 11 de marzo de 1954) es una vocalista de jazz estadounidense.
Empezó a cantar en el coro de una iglesia a los 7 años. A los 17 años ella decidió emprender su carrera profesional, y pronto conoció a Warne Marsh, quien la alentó a explorar el jazz. Estudió jazz en el Pasadena City College, luego en New England Conservatory of Music y finalmente en el Cleveland Institute of Music. Su primer álbum fue lanzado en 1977. Realizó varios discos bajo su autoría con la colaboración de Toots Thielemans, James Moody, Lee Konitz, Clark Terry, Kenny Barron, Fred Hersch, Kenny Werner, Joe Lovano, Eddie Gómez, y la Widespread Depression Jazz Orchestra. Realizó varias giras por Europa y también se ha estado dedicando a enseñar música.

## Discografía
- By Heart (Sea Breeze Records, 1977)
- Blue-Bop (Freelance Records, 1988)
- Long as You're Living (Freelance, 1990)
- Straight Up (Freelance, 1992)
- Heart's Desire (Stash Records, 1992)
- Mingus, Monk & Mal (Freelance, 1995)
- Night and the Music (Freelance, 1996)
- About Time (Sony Records, 2003)
- Jazz Singers' Practice Session (Gam Records, 2003)
- What's Going On? (Temps Records, 2007)
- Blue Nights (Blujazz, 2007)
- In The Sundance (Blujazz, 2009)